# Daïra d'Ouled Djellal
La daïra d'Ouled Djellal est une daïra d'Algérie située dans la wilaya de Biskra et dont le chef-lieu est la ville éponyme de Ouled Djellal.

## Communes
La daïra est composée de trois communes :Ouled Djellal, Ech Chaïba et Daoussen.